# Davallia hallbergii
Davallia hallbergii là một loài dương xỉ trong họ Davalliaceae. Loài này được d'Almeida mô tả khoa học đầu tiên năm 1926.
Danh pháp khoa học của loài này chưa được làm sáng tỏ. 